# 末日之书 (小说)
末日之书是美国作家康妮·威利斯于1992年所著的一部科幻小说。该小说赢得了雨果奖和星云奖两项大奖，同时还入围一些其它奖项的名单。小说的标题指代的是1086年的末日审判书；小说中的主要角色伊芙琳说，她的记录是"一种对中世纪生活的纪实，这也是征服者威廉发起的调查最终的结果。"
该小说是一个有关牛津大学內进行时间旅行的历史学家之系列小说中的第一部，该小说系列还包括《更别提狗》(1998年)和《停电/警报解除》(2010年)。

## 情节介绍
威利斯的故事发生在不久後的未来(该概念在她的另一部小说《看火》(1982年)被首次引入)，在其中历史学家通过穿越回到过去作为观察员来进行实地考查工作。该研究是由21世纪晚期位於英格兰的牛津大学组织的。
在小说虚构的世界中，历史会通过阻止对特定地点或时间进行穿越来预防可能会改变过去的时空旅行。通常来说，用于时间旅行的机器将停止运行，从而使得旅行变得不可能。在其他情况下，"时滞"，与确切时间目标之间的偏移就会发生。时间旅行者会到达最近的地点及时间以避免出现时间旅行悖论；时滞量可能是5分钟，也有可能是5年。某些时期虽然从理论上说可以穿越，但是也被认为对于历史学家来说太危险了，所以由管理部门控制时间旅行。

## 情节摘要
伊芙琳·恩格尔，一名年轻的专门从事中世纪历史研究的历史学家，请求她并不情愿的导师(兼有类似父亲的形象)，詹姆斯·丹沃斯教授，和管理部门执行一个将她送回1320年的牛津的项目。 该时期之前因为比过去的时间旅行早了300年而被认为过于危险。 吉尔克里斯特教授，项目的代理负责人，巧言哄骗管理部门批准这次时间旅行，希望借此提高自己的声誉，因此跳过了许多确保伊芙琳安全的规程。伊芙琳将成为第一个考查该时期的历史学家而且她十分自信地认为，她已经准备好了去面对她将遭遇的一切。
在将伊芙琳送至14世纪的不久之后，巴特利·乔杜里，为伊芙琳的时间旅行设置坐标的技术人员，突然就病倒了，成为一种新型、致命的流感疫情的早期受害者。该流感之后扰乱了大学的秩序并最终导致了整个城市被隔离。时间旅行者伊芙琳在她到达过去之后也生病了。在数天的发烧和精神错乱之后，她在附近的一个庄园中苏醒过来，庄园中的居民在此期间一直在照顾她。由于救援她的人移动了她，伊芙琳无法再找到“传送点”的位置(为了返回她的时代，她必须回到之前到达这个时代的位置，传送门将会在预设好的时刻打开)。
小说的叙述在14世纪的伊芙琳和2054/2055年遭遇流感疫情的牛津大学之间来回切换。伊芙琳发现许多和她对该时代的“认知”不一致的地方：她所学习的中世纪英语和当地方言截然不同，她的地图毫无作用，她的衣着过于精致以及她太干净了。而且她也可以读写，这甚至对当时受过教育的男性来说也是不同寻常的，该技能在妇女之中也是十分罕见的。由于修女才是通常来说拥有这些技能的妇女，所以庄园的一些家庭成员认为伊芙琳是逃离修道院的修女，并计划把她送回最近的修道院。出于害怕自己原先编造的出身经历可能有类似不一致的地方以及要寻找“传送点”，伊芙琳便假装自己失忆了。她徒劳地去寻找那个据说找到她并将她带回斯坎德格特的骑士，盖文。在此期间，她半融入了这个社会，与两个女孩，艾格尼丝和萝丝曼德，之间产生了紧密的联系。在另一条时间线上，丹沃斯在牛津陷入恐慌的同时疯狂地试图确定伊芙琳是否是安全的。他与他的朋友玛丽的曾侄孙科林结为好友，他们相处得十分融洽。
在未来的牛津，人们开始担心造成疫情的病毒是通过时间旅行网从过去传播过来的，尽管这从科学上来说是不可能发生的。这就导致吉尔克里斯特教授在丹沃斯教授的极力劝阻下仍然下令关闭时间旅行网，使得伊芙琳滞留在了过去。
在他们各自的平行章节中，伊芙琳和丹沃斯教授都意识到了她到达了一个错误时代的英格兰：她穿越回了1348年黑死病肆虐的英格兰， 比她意图前往的时代晚了超过20年。尽管没有太大的时滞量，受到流感带来的定向力障碍的影响，巴特利输入了错误的代码，导致伊芙琳被传送至错误的时代。在黑死病于中世纪肆虐横行的同时，21世纪的流感也使得医护人员喘不过气来。许多帮助过丹沃斯教授的人都患上了流感，最终病逝，这里就包括了他的好友，玛丽·阿伦斯医生。她是在努力拯救那些染上流感的病人时去世了。丹沃斯教授本人也患上了流感。
同时在14世纪，伊芙琳到达的两个星期后，一个染上黑死病的僧侣来到了村里。数天之中，村中的许多居民都被感染上了黑死病。伊芙琳试图去照顾这些病人，但是由于缺少现代医药，她对病人们所遭受的痛苦几乎束手无策。因为传送门的两边均未能准备好，所以伊芙琳错过了预先安排好的回收日期。最后，在绝望之中，丹沃斯教授（尽管身体十分虚弱）安排巴特利将自己及时送回去去营救伊芙琳，因为他认为如果他的学生死在那个时代，他就需要为此负责。
在中世纪，伊芙琳只能眼睁睁地看着她所认识的人被黑死病夺走生命。最后一个受难者是洛克神父，那个才是事实上发现了当时生病的伊芙琳并将之带回庄园的人。尽管伊芙琳试图组织逃难，洛克神父依然坚持要和他的教区人民待在一起，因为虽然这可能意味着他自己最终难逃一死，但是照顾他们一直都是他的责任。正当洛克神父躺在教堂中奄奄一息之际，他透露了一些信息：当伊芙琳穿越过来的时候，他正好就在传送点附近并且误解了她到来时周围环境的变化（闪烁的光芒，水汽的凝结，一个年轻的女子出现在稀薄的空气之中），以为是上帝在神秘的瘟疫席卷英格兰之际派遣圣徒下凡来帮助他们。他死的时候依然笃信伊芙琳即是上帝给他和他的会众们派来的信使，这时伊芙琳也开始领会到了他对自己本职工作以及对上帝的无私奉献。正当伊芙琳坐在墓园之中，既不能给他挖一个墓穴也不能为他的死亡鸣钟之际，前来营救她的人，丹沃斯教授和科林，找到了她。他们几乎都认不出她了：她的头发被剪得很短（自从她患上流感的时候就成这样了），她穿着男孩子的短上衣，而且因为一直照顾病患，所以她的身上满是污泥和血迹。这三个人在新年之后很快就返回了21世纪，伊芙琳十分安全但是精神上遭受了创伤，而科林对时间旅行十分感兴趣，并说等他足够大了就要去参加十字军东征。

## 分析
末日之书 是比较罕见的以女性作为时间旅行小说主角的一个案例。

## 出版历史
- Hardcover. Bantam Books. May 1992. ISBN 0-553-08131-4.
- Paperback. Bantam Books. 1993. ISBN 0-553-35167-2.

### Bibliography
1. . The Rotarian. September 1992, 161 (3): 9  [2010-12-14].
2. Tintner, Adeline R. . LSU Press. 2000: 165. ISBN 0-8071-2534-2.